# Bartholdus Duræus
Bartholdus Johannis Duræus, född 9 augusti 1657, död 9 september 1715 i Säby församling, Jönköpings län, var en svensk präst. 

## Biografi
Bartholdus Duræus föddes 1657. Han var son till kyrkoherden Johannes Bartholdi Duræus i Kristdala församling. Duræus blev 1676 student vid Uppsala universitet och avlades magisterexamen 1682 vid Wittenbergs universitet. År 1686 prästvigdes han och blev samma år rektor vid Eksjö trivialskola. Han blev 1690 kyrkoherde i Norra Vi församling och 1697 kontraktsprost i Ydre kontrakt. Duræus var preses vid prästmötet 1709. Han blev 1713 kyrkoherde i Säby församling. Han avled 1715 i Säby församling.

### Familj
Duræus gifte sig första gången 1686 med Anna Wallera. Hon var dotter till kyrkoherden i Högsby församling. De fick tillsammans barnen kyrkoherden Johan Duræus i Asby församling, Maria Duræus och Elisabeth Catharina Duræus som var gift med en vågmästare.
Duræus gifte sig andra gången 1714 med Magdalena Cecilia Bergman. Hon var dotter till en häradshövding.